# Shunmugham Subramani
Shunmugham Subramani (* 5. August 1972 in Singapur) ist ein ehemaliger singapurischer Fußballnationalspieler. Er wurde als Abwehrspieler eingesetzt. Zurzeit ist er Co-Trainer bei der singapurischen Nationalmannschaft.

## Karriere

### Verein
Er startete seine Karriere 1992 bei Tanjong Pagar United. Mit dieser Mannschaft konnte er dann 1998 sowohl den in diesem Jahr zum ersten Mal ausgetragenen Singapore Cup, als auch den Singapore FA Cup gewinnen. Im gleichen Jahr wurde er zudem noch als Fußballer des Jahres der S. League gewählt. In der nächsten Saison unterschrieb er dann bei Home United. Dort kam er dann mit seinem Mitspieler in Nationalmannschaft, Aide Iskandar zusammen. Er beendete dort dann auch seine Karriere 2009 im Alter von 37 Jahren.

### Nationalmannschaft
Sein Debüt bei der singapurischen Nationalmannschaft gab er am 27. Juni 1996 beim 4:0-Sieg gegen Myanmar in der Qualifikation für die Asienmeisterschaft 1996. Bei den Südostasienspielen 1997 in Jakarta konnte er mit der Mannschaft das Halbfinale erreichen. 1998 nahm er dann an der Südostasienmeisterschaft teil und konnte mit seiner Mannschaft dieses Turnier auch gewinnen. Erneut das Halbfinale des Turniers konnte bei den Südostasienspielen 1999 in Brunei erreicht werden. Keine Erfolge konnte er mit seiner Mannschaft bei der Südostasienmeisterschaft 2000 und 2002 erreichen, hier kam die Mannschaft nicht über die Gruppenphase hinaus. In der Qualifikation zur Weltmeisterschaft 2006 ging jedes Spiel, in dem er eingesetzt, wurde verloren. Mit lediglich drei Punkten, bekleidete die Mannschaft am Ende den letzten Tabellenplatz. Bei der Ausgabe im Jahr 2004 erreichte er mit seiner Mannschaft dann erneut den Titel.
Ursprünglich wollte er seine Karriere in der Nationalmannschaft im September 2004 beenden. Jedoch überzeugte ihn der damalige Trainer Radojko Avramović doch noch weiter zu spielen. Offiziell hörte er 2007 nach dem Gewinn der Südostasienmeisterschaft auf. Im Juni desselben Jahres wurde er zudem noch in den FIFA Hunderter Club berufen.

### Trainer
2005 war er als Co-Trainer der U-23 Mannschaft von Singapur im Einsatz. Im Mai 2018 wurde er dann neben dem damaligen Interimstrainer Fandi Ahmad als Co-Trainer eingesetzt.